# Осада Казале (1628—1629)
Осада Казале в марте 1628 — марте 1629 — операция испанских войск в ходе войны за Мантуанское наследство.

## Военно-политическое положение
Пресечение герцогского дома Гонзага привело к международному конфликту, поскольку император, Испания и Савойя отказались признавать его наследником французского принца Шарля Неверского. Испания поддержала претензии на Мантую герцога Гвасталлы и герцогини Лотарингской, а герцог Савойский возобновил претензии на Монферрат.
Губернатор Миланского герцогства Гонсало Фернандес де Кордова заключил с Карлом Эммануэлем Савойским в Турине секретное соглашение о разделе Монферрата, по которому Казале, Ницца, Акви, Понцоне и Понтестура отошли бы к Миланскому герцогству. Мадрид отказался утверждать этот договор, выжидая развития событий.
Герцог Неверский, которому император отказался дать инвеституру, а герцог Савойский не пропустил через свои владения, тем не менее в январе 1628 прибыл в Мантую, где его приход к власти не встретил возражений.

## Начало осады. Взятие Ниццы
В конце марта савойцы вторглись в Монферрат, где к маю взяли несколько крепостей, в том числе Альбу, Трино и Понтестуру, которую передали испанцам.
Гонсало де Кордова в конце марта 1628 подошел к Казале с 8 000 пехоты и 1 500 кавалеристами, рассчитывая овладеть городом с помощью тайных переговоров. Когда эта затея провалилась, испанцы приступили к осаде, к которой изначально не готовились. Артиллерия смогла начать обстрел только 17 апреля, осадные работы продвигались медленно, крепость ежедневно снабжалась с окрестных холмов, поскольку у испанцев не было достаточных сил для блокирования коммуникаций.
Посланный французами в Савойю для переговоров кампмаршал Жан де Гюрон не смог убедить герцога оставить сторону испанцев, и с несколькими ротами из Вальтеллины пробрался в Казале, где после гибели маркиза де Бёврона принял командование.
В ожидании подхода подкреплений Кордова оставил в осадных линиях часть войск, отправив отряд графа Сербеллони осаждать Ниццу, снабжавшую Казале припасами. Крепость была слабой и испанцы рассчитывали взять её без боя, но командир направленного туда небольшого французского отряда месье Эгмон решил обороняться. Испанцы заняли позицию перед равелином, прикрывавшим старую крепостную стену, их батарея проделала широкую брешь, но штурм не удался и осаждавшим пришлось ставить ещё две батареи и рыть новый минный ход. После двух недель осады Эгмон согласился сдать крепость, под стенами которой испанцы потеряли пятьсот человек. Сербеллони, хотя и получивший ранение, двинулся на Акви, которым легко овладел, после чего вернулся под стены Казале.
Кордова повел осаду более решительно, захватив Сан-Джорджо, Розиньяно, другие соседние замки, и взяв город в более плотное кольцо окружения. Положение герцога Мантуанского было тяжелым: Казале оставался одной из немногих крепостей Монферрата, ещё не захваченных противником, а императорские войска вторглись на мантуанскую территорию.

## Поход маркиза д’Юкселя
Летом 1628 года 14-тысячная армия под командованием маркиза д’Юкселя, набранная Шарлем Неверским на деньги Франции и Венецианской республики, сосредоточилась в Дофине. Юксель потребовал у герцога Савойского прохода через Пьемонт. Карл Эммануэль отказал и запретил своим подданным предоставлять фураж и продовольствие французским войскам, против которых выступил лично.
Маркиз д’Юксель через Верхнее Дофине вышел к Альпам, держа под ударом две пьемонтские долины и вынудив противника разделить силы, затем перевалил через хребет и 28 июля прибыл в Барселоннет, рассчитывая на следующий день наступать долиной Вараиты. Ожидая подвоза артиллерии французы задержались на четыре дня и за это время герцог Савойский определил расположение сил противника и смог принять меры. До этого его войска были рассредоточены на равнине между Кунео и Салуццо, готовясь отразить возможный удар из долин Стуры, Маиры, Вараиты или По, но 4 августа стало известно, что французы продвинулись к деревне Виллар в долине Вараиты и герцог с трехтысячным авангардом выступил им навстречу, к вечеру встав у замка Сампер, в четверти часа от позиций маркиза.
На следующее утро Юксель обнаружил противника, с которым началась оживленная перестрелка. Маркиз начал готовиться к атаке, когда стало известно о подходе основных савойских частей, силой в 12 тысяч человек. Не рискуя давать сражение, маркиз 7 августа приказал отступать, Карл Эммануил его преследовал и навязал бой, в котором французские части, состоявшие сплошь из новобранцев, не оказали большого сопротивления, в полном беспорядке бежав на свою территорию. Там они большей частью рассеялись, а остаток армии, потерявший всякую дисциплину, двинулся в Прованс, где произвел сильные грабежи и погромы, надолго оставившие имя маркиза в памяти жителей.
Неудача Юкселя на некоторое время облегчила положение осажденных, так как испанцы направили часть войск на помощь герцогу Савойскому. Гарнизон Казале воспользовался этим, устроив несколько вылазок для захвата припасов. Тем не менее положение города продолжало ухудшаться, поскольку Кордова, войска которого 2 октября взяли Понцоне, приступил к блокаде. Дневной рацион защитников был урезан до двенадцати унций чёрного хлеба, и местные ополченцы требовали капитуляции. Король Людовик XIII и кардинал Ришельё смогли выступить на помощь крепости только в начале 1629 года, после взятия Ла-Рошели.

## Французское вторжение. Снятие осады
Снова не сумев договориться с герцогом Савойским, французы 6 марта 1629 взяли штурмом Сузский проход, открыв себе дорогу на Монферрат. Заняв Грезенский мост, они перерезали Испанскую дорогу, а армия герцога де Гиза, пройдя Варским проходом, обрушилась на графство Ниццу, губернатор которого Феликс Савойский не смог ей помешать разграбить сельскую местность. 11 марта Карл Эммануэль вышел из войны, подписав с Ришельё Сузский договор, по условиям которого Монферрат ставился под охрану швейцарских войск до получения герцогом Мантуанским инвеституры от Венского двора. Кордове было предложено присоединиться к соглашению; он отказывался, но известие о том, что соединенные венециано-мантуанские силы совершили набег на Миланское герцогство вынудило его в ночь с 15 на 16 марта снять осаду и возвращаться в свое наместничество.
Между Францией, Савойей, Римом и Венецией был заключен альянс, гарантировавший владения герцога Мантуи, а испанскому губернатору дали шесть недель для того, чтобы запросить мнение его правительства. Филипп IV согласился признать договор, но требовал вывода французских войск из Италии. Кордова был отозван и на его место назначили маркиза Спинолу, предпринявшего в следующем году новую осаду Казале.